# 武藤徹一郎
武藤 徹一郎（むとう てついちろう、1938年〈昭和13年〉4月16日 - 2024年〈令和6年〉2月16日）は、日本の医学者。東京大学名誉教授。癌研有明病院名誉院長。医学博士。専門は消化器外科学。台北生まれ。

## 略歴
1959年 武蔵中学校・高等学校卒業、1963年3月 東京大学医学部医学科卒業。1968年 同大学院第三臨床医学課程を修了し、医学博士の学位を取得、学位論文の題は「胃ポリープの病理組織学的研究 - とくに所謂腺腫性ポリープの形態発生とその癌化について」。同大学医学部第一外科教授、同附属病院長等を歴任。
1999年 癌研究会附属病院副院長に就任。2002年 同院長。2005年 癌研有明病院院長。2008年 同名誉院長。
2024年2月16日、肺炎による呼吸不全のため死去した。85歳没。

## 学会及び社会における活動
- 日本癌学会名誉会員[7]
- 日本外科学会名誉会長[8]
- 日本成人病（生活習慣病）学会名誉会員[9]
- 日本大腸肛門病学会名誉会員[10]
- 日本胃癌学会特別会員[11]
- 日本癌病態治療研究会特別会員[12]
- 日本癌治療学会功労会員[13]
- 日本消化器癌発生学会特別会員[14]
- 日本消化器外科学会特別会員[15]
- 外科分子細胞治療研究会顧問[16]
- 日本消化管学会名誉会員[17]
- 日本がん転移学会功労会員[18]
- 特定非営利活動法人日本炎症性腸疾患協会顧問[19]
- 財団法人佐々木研究所理事[20]
- 財団法人日中医学協会理事[21]
- 医療法人社団滉志会理事[22]
- 特定非営利活動法人東京地域チーム医療推進協議会理事長[23]
- 財団法人がん集学的治療研究財団常任理事[24]
- 公益財団法人日本対がん協会副会長[25]
- 財団法人がん研究振興財団理事[26]
- 社団法人労働保健協会理事[27]
- 特定非営利活動法人日本がん臨床試験推進機構理事[28]
- 公益財団法人高松宮妃癌研究基金学術委員[29]
- 特定非営利活動法人健康医療開発機構理事長[30]

## 受賞等
- 高松宮妃癌研究基金学術賞（1992年度）
- 中山恒明賞（2005年）[31]

## 主要著書
- 『大腸ポリープ――その病理と臨床』（南江堂、1979年）[32]
- 『炎症性大腸疾患のスペクトル』（医学書院、1986年）[33]
- 『大腸肛門疾患の診療指針』（編著、中外医学社、1986年）[34]
- 『大腸ポリープ・ポリポーシス――臨床と病理』（医学書院、1993年）[35]
- 『大腸肛門疾患の診療』（編著、中外医学社、1994年）[36]
- 『大腸がん』（ちくま新書、2000年）[37]